# Sudamericano Juvenil B de Rugby 2018
El Sudamericano Juvenil B de Rugby del 2018, fue la undécima edición del torneo que anualmente fiscaliza Sudamérica Rugby.
Por primera vez la competencia se jugó en Costa Rica, la sede del evento fue el Liceo Franco Costarricense de Tres Ríos, donde se han jugado torneos de rugby en otras categorías.
La novedad en esta edición fue el regreso de Costa Rica, y los debuts de Guatemala y Panamá. El formato del torneo utilizado fue el de todos contra todos, a suma de puntos y de tiempo reducido (2 tiempos de 20 minutos).

## Equipos participantes
- Selección juvenil de rugby de Costa Rica
- Selección juvenil de rugby de Guatemala
- Selección juvenil de rugby de Panamá
- Selección juvenil de rugby de Perú (Tumis M19)

## Posiciones
| Pos. | Equipo     | Encuentros | Encuentros | Encuentros | Encuentros | Tantos  | Tantos    | Tantos     | Puntos Bonus | Puntos Totales |
| Pos. | Equipo     | jugados    | ganados    | empatados  | perdidos   | a favor | en contra | diferencia | Puntos Bonus | Puntos Totales |
| ---- | ---------- | ---------- | ---------- | ---------- | ---------- | ------- | --------- | ---------- | ------------ | -------------- |
| 1    | Perú       | 3          | 3          | 0          | 0          | 186     | 0         | + 186      | 3            | 15             |
| 2    | Costa Rica | 3          | 2          | 0          | 1          | 67      | 48        | + 19       | 1            | 9              |
| 3    | Guatemala  | 3          | 1          | 0          | 2          | 48      | 112       | - 64       | 2            | 6              |
| 4    | Panamá     | 3          | 0          | 0          | 3          | 5       | 146       | - 141      | 0            | 0              |

Nota: Se otorgan 4 puntos al equipo que gane un partido, 2 al que empate y 0 al que pierda
Puntos Bonus: 1 punto por convertir 4 tries o más en un partido y 1 al equipo que pierda por no más de 7 tantos de diferencia

## Resultados

### Primera fecha
| 8 de septiembre | Perú | 60 - 0 | Panamá | Liceo Franco-Costarricense, |  |

| 8 de septiembre | Costa Rica | 17 - 12 | Guatemala | Liceo Franco-Costarricense, |  |

| 8 de septiembre | Perú | 90 - 0 | Guatemala | Liceo Franco-Costarricense, |  |

| 8 de septiembre | Costa Rica | 50 - 0 | Panamá | Liceo Franco-Costarricense, |  |

### Segunda fecha
| 9 de septiembre | Guatemala | 36 - 5 | Panamá | Liceo Franco-Costarricense, |  |

| 9 de septiembre | Costa Rica | 0 - 36 | Perú | Liceo Franco-Costarricense, |  |

| Bandera de Perú |
| Campeón Perú    |
| Primer título   |